# Hispo
Genre
Synonymes
- Astaenorchestes Simon, 1900
- Quekettia Peckham & Peckham, 1902
- Pseudomarengo Caporiacco, 1947

Hispo est un genre d'araignées aranéomorphes de la famille des Salticidae.

## Distribution
Les espèces de ce genre se rencontrent en Afrique subsaharienne.

## Liste des espèces
Selon World Spider Catalog (version 18.0, 09/04/2017) :
- Hispo alboclypea Wanless, 1981
- Hispo cingulata Simon, 1886
- Hispo frenata (Simon, 1900)
- Hispo georgius (Peckham & Peckham, 1892)
- Hispo macfarlanei Wanless, 1981
- Hispo pullata Wanless, 1981
- Hispo striolata Simon, 1898
- Hispo sulcata Wanless, 1981
- Hispo tenuis Wanless, 1981

## Publication originale
- Simon, 1886 : Études arachnologiques. 18e Mémoire. XXVI. Matériaux pour servir à la faune des Arachnides du Sénégal. (Suivi d'une appendice intitulé: Descriptions de plusieurs espèces africaines nouvelles). Annales de la Société Entomologique de France, sér. 6, vol. 5, p. 345-396 (texte intégral).